# IEEE 802.15
IEEE 802.15 es un grupo de trabajo dentro de IEEE 802 especializado en redes inalámbricas de área personal (wireless personal area networks, WPAN). Se divide en 10 áreas de trabajo, aunque no todas están activas actualmente. El número de grupos de trabajo varía dependiendo del número de proyectos activos. La lista completa de proyecto activos está disponible en la web de IEEE 802.15.
Los estándares que desarrolla definen redes tipo PAN o HAN, centradas en las cortas distancias. Al igual que Bluetooth o ZigBee, el grupo de estándares 802.15 permite que dispositivos portátiles como PC, PDAs, teléfonos, pagers, sensores y actuadores utilizados en domótica, entre otros, puedan comunicarse e interoperar. Debido a que Bluetooth no puede coexistir con una red inalámbrica 802.11.x, se definió este estándar para permitir la interoperatibilidad de las redes inalámbricas LAN con las redes tipo PAN o HAN.

## Grupo de trabajo 1 (WPAN/Bluetooth)
IEEE 802.15.1-2002 desarrolla un estándar basado en la especificación 1.1 de Bluetooth. Define la capa física (PHY) y de control de acceso al medio (MAC) para la conectividad inalámbrica tanto de dispositivos estacionarios como móviles dentro de un área personal. Se ha publicado una versión actualizada, IEEE 802.15.1-2005.

## Grupo de trabajo 2 (Coexistencia)
IEEE 802.15.2-2003 estudia la coexistencia de redes personales inalámbricas (WPAN) con otros dispositivos inalámbricos que utilicen las bandas de frecuencia no reguladas, tales como redes inalámbricas de área local (WLAN). El grupo de trabajo 2 quedó inactivo indefinidamente tras publicar el estándar IEEE 802.15.2-2003 en 2003.

## Grupo de trabajo 3 (WPAN de alta velocidad)

### IEEE 802.15.3-2003 (WPAN de alta velocidad)
IEEE 802.15.3-2003 es un estándar que define los niveles físicos y de enlace para WPANs de alta velocidad (11-55 Mbit/s). El estándar puede ser descargado a través del IEEE Get Program, que fue fundado por voluntarios del IEEE 802.

### IEEE 802.15.3a (Capa física alternativa para WPAN de alta velocidad)
IEEE 802.15.3a intentó realizar mejoras al nivel físico de las redes Ultra-WideBand (UWB) para conseguir mayor velocidad y poder aplicarlo en aplicaciones que trabajen con elementos multimedia.
Su aspecto más destacable fue la consolidación de veintitrés especificaciones de PHY para UWB en dos propuestas utilizando multiplexación por división de frecuencias ortogonal multibanda (Multi-Band Orthogonal Frequency Division Multiplexing, MB-OFDM) en UWB y UWB en secuencia directa (DS-UWB, soportada por el UWB Forum).
El 19 de enero de 2006, los miembros del grupo votaron para anular la petición de proyecto que iniciaba el desarrollo de estándares de alta velocidad para UWB, pues el proceso se encontraba bloqueado por completo. Había dos propuestas distintas respaldadas por dos alianzas distintas, una de las cuales estaba dispuesta a aunar esfuerzos (mientras que la otra no lo estaba pero poseía votos suficientes para vetar decisiones).
Finalmente se acordó que el mercado decidiera. La tecnología presenta bastantes problemas con su regulación debido a que, desde el punto de vista del desarrollo de estándares, seguramente es aún demasiado pronto para estandarizar UWB dado el desconocimiento del mercado a nivel mundial.
Los documentos relacionados con el desarrollo del IEEE 802.15.3a fueron archivados y se pueden consultar en el servidor de documentos del IEEE.

### IEEE 802.15.3b-2006 (Revisión MAC)
El IEEE 802.15.3.b-2006 fue publicado el 5 de mayo de 2006. Define mejoras para refinar la implementación e interoperabilidad de la capa MAC. Esto incluye optimizaciones menores que preservan la compatibilidad en todos los casos, además de corregir errores y ambigüedades así como realizar aclaraciones, siempre manteniendo la compatibilidad con versiones anteriores. Entre otros cambios, define las siguientes características:
- Un nuevo punto de acceso de servicio de la entidad manejadora de la capa MAC.
- Una nueva política de reconocimientos que permiten el polling.
- Cabeceras LLC/SNAP.
- Asignación de direcciones de multidifusión.
- Múltiples periodos de contención dentro de una supertrama.
- Un método para ceder el tiempo del canal a otro dispositivo del área personal.
- Recuperación de la red más rápida en el caso de que el coordinador de la red se desconecte abruptamente.
- Un método por el cual un dispositivo puede devolver información acerca de la calidad de la señal en un paquete recibido.

### IEEE 802.15.3c-2009 (PHY alternativa de onda milimétrica)
El grupo de trabajo 3c (TG3c) se formó en marzo de 2005 y trabajó en el desarrollo de una capa física alternativa basada en ondas milimétricas para el estándar 802.15.3-2003. Fue publicado el 11 de septiembre de 2009. Estas ondas milimétricas operan en el rango 57-66 GHz, aunque dependiendo de la región geográfica, estará disponible cualquier banda entre 2 y 9 GHz.
Este nuevo estándar permite una tasa de transferencia muy alta en cortas distancias. Esto incluye el acceso a Internet a alta velocidad, descarga de contenido en streaming (televisión digital, cine en casa, etc.), emisiones en directo y además proporciona un bus de datos inalámbrico como alternativa a los cables. Se definieron un total de tres modos para la capa física:
- Modo de una sola portadora (Singler Carrier, SC): hasta 5.3 Gbit/s.
- Modo de interfaz de alta velocidad (High Speed Interface, HSI): una sola portadora, hasta 5Gbit/s.
- Modo de audio/video (AV): OFDM, hasta 3.8 Gbit/s.

## Grupo de trabajo 4 (WPAN de baja velocidad)

### IEEE 802.15.4 (WPAN de baja velocidad)
IEEE 802.15.4-2003 (WPAN's de baja velocidad, Low Rate WPAN) trata las necesidades de sistemas con poca transmisión de datos pero vidas útiles muy altas con alimentación limitada (pilas, baterías...) y una complejidad muy baja. La primera revisión se aprobó en mayo de 2003. El estándar define la capa física y la de enlace de datos del modelo OSI. Tras la formación del grupo 4b en marzo de 2004 este grupo pasó a estado latente. Los protocolos ZigBee se basan en la especificación producida por este grupo de trabajo.
El grupo de trabajo 6loWPAN del Internet Engineering Task Force (IETF) trabaja en métodos para trabajar con redes IPv6 sobre esta base. Ya está disponible el RFC 4919 que describe los supuestos, la descripción del problema y las metas para transmitir IP sobre redes 802.15.4.

### IEEE 802.15.4a (PHYalternativa)
IEEE 802.15.4a es una mejora de IEEE 802.15.4 que añade capas físicas adicionales al estándar original. El principal interés de este grupo es permitir comunicaciones y facilidades de localización de alta precisión (de un metro y mejor), alta productividad agregada y necesidades energéticas extremadamente reducidas. También busca la escalabilidad en la tasas de transferencia de datos, distancia de transmisión, coste y consumo.
En marzo de 2005 se seleccionó una especificación de base, consistente en dos PHY opcionales que utilizan una radio de pulso UWB (opera en las bandas UWB no reguladas) y técnicas de espectro de dispersión Chirp (en la banda de 2,4 GHz). La radio de pulso UWB se basa en la tecnología UWB de pulso continuo (continuous pulsed UWB, C-UWB) que es capaz de dar las prestaciones requeridas.

### IEEE 802.15.4b (Revisiones y mejoras)
Este grupo se inició con un proyecto de realización de mejoras y aclaraciones específicas sobre IEEE 802.15.4-2003. Entre estos objetivos se encuentran la resolución de ambigüedades y reducción de complejidad innecesaria, el incremento de la flexibilidad en el uso de claves de seguridad, las consideraciones para el uso de nuevos rangos de frecuencias disponibles y otros aspectos.
IEEE 802.15.4b se aprobó en junio de 2006 y se publicó en septiembre del mismo año como IEEE 802.15.4-2006.

### IEEE 802.15.4c (Modificación de la capa física para China)
IEEE 802.15.4c fue aprobada en 2008 y publicada en enero de 2009. Esta modificación de las capas físicas añade nuevas especificaciones en el espectro de radiofrecuencia, para adaptarse a los cambios de normativas que hay en China que han abierto las bandas de 314-316 MHz, 430-434 MHz, y 779-787 MHz para el uso de PAN inalámbricas dentro de China.

### IEEE 802.15.4d (Modificación de la capa física y de control de acceso al medio para Japón)
El grupo de trabajo de IEEE 802.15.4d fue constituido para definir una modificación en el estándar existente 802.15.4 de 2006. La modificación contempla cambios tanto en la capa física como en la de control de acceso al medio que son necesarios para soportar la asignación de una nueva frecuencia (950 MHz -956 MHz) en Japón, mientras coexisten con otros sistemas de protocolos en la frecuencia de banda.

### IEEE 802.15.4e (Modificación de la capa MAC para aplicaciones industriales)
El grupo de trabajo de IEEE 802.15.4e fue constituido para definir una modificación en el estándar existente 802.15.4 de 2006. La intención de esta modificación era mejorar y agregar nuevas funcionalidades a la capa MAC, que básicamente consisten en:
- Mejorar el apoyo a los mercados industriales.
- Permitir la compatibilidad con las modificaciones que se propusieron en el WPAN de China.

Las mejoras más específicas fueron realizadas para añadir saltos de canal y una opción de intervalos de tiempos variables compatibles con ISA100.11a. Estos cambios fueron aprobados en 2011.

### IEEE 802.15.4f (Modificación en la capa física y la identificación por radiofrecuencia o RFID)
El grupo de trabajo de IEEE 802.15.4f fue constituido para definir nuevas capas físicas inalámbricas y mejoras con respecto al estándar de la capa MAC 802.15.4 del 2006 necesarias en las nuevas capas físicas para la identificación por frecuencia o RFID bidireccional.

### IEEE 802.15.4g Modificación de la capa física para Herramientas de Red Inteligentes (SUN)
El grupo de trabajo IEEE 802.15.4g fue constituido para crear una nueva capa física que modifique 802.15.4 para proporcionar un estándar que facilite, a gran escala, aplicaciones de control de procesos como la utilidad de redes inteligentes capaces de soportar geográficamente diversas redes con una mínima infraestructura. Recientemente han surgido noticias sobre el estándar de radio 802.15.4g.

## Grupo de trabajo 5 (Redes en malla)
IEEE 802.15.5 proporciona la estructura del marco de trabajo que permite a los dispositivos de una WPAN promover una red inalámbrica en malla interoperable, estable y escalable. El estándar está dividido en dos partes: redes WPAN en malla de baja tasa y redes WPAN en malla de alta tasa. Las de baja tasa, utilizan la capa MAC de IEEE 802.15.4-2006 mientras que las de alta tasa usan la capa MAC de IEEE 802.15.3/3b. Las características comunes de ambas incluyen la inicialización de la red, el direccionamiento, y la unidifusión multisalto. Además, las de baja tasa soportan multidifusión, difusión fiable, portabilidad, seguimiento de los paquetes y función de ahorro de energía. Las de alta tasa soportan el servicio de multisalto con tiempo reservado.

## Grupo de trabajo 6: Red de Área Corporal (Body Area Network, BAN)
En diciembre de 2011, el IEEE 802.15.6 aprobó un borrador del estándar BAN. El borrador fue aprobado el 22 de julio de 2011. El grupo de trabajo 6 se formó en noviembre de 2007 para trabajar en un estándar inalámbrico de baja potencia y corto rango que estuviera optimizado para su uso en o alrededor del cuerpo humano (aunque sin ser limitado a humanos). Este podía servir para una gran variedad de aplicaciones, que incluían aplicaciones médicas, de electrónica de consumo o de entretenimiento personal. Optimiza el bajo consumo de energía. Este estándar define tanto las capas física como de enlace, las cuales pueden satisfacer las necesidades de las BAN.

## Grupo de trabajo 7: Comunicación de Luz Visible (Visible Light Communication, VLC)
En diciembre de 2011, el grupo de trabajo IEEE 802.15.7 completó el borrador 5c de un estándar de capa física y de enlace para la comunicación a través de la luz visible. La conferencia de inauguración del grupo de trabajo 7 se realizó en enero de 2009, en donde decidieron escribir estándares para la comunicación óptica mediante luz visible a través del espacio libre. Este método se caracteriza por la comunicación inalámbrica de corto alcance por medio de espectros de luz. Su mayor ventaja es que permite altas velocidades de datos (hasta 96Mb/s). El espectro de luz visible se sitúa en longitudes de onda entre 380 - 789 nm.

## Grupo de trabajo 8: Comunicación por pares (Peer Aware Communication, PAC)
El IEEE 802.15.8 recibió la aprobación para formar un grupo de trabajo, el 29 de marzo de 2012, con la intención de trabajar en el desarrollo de un estándar para la comunicación entre pares (PAC) optimizada para P2P y comunicaciones sin infraestructura con una total coordinación distribuida que opere en bandas por debajo de 11 GHz. Algunos de los elementos que incluye son los siguientes:
- Descubrimiento de información del otro dispositivo sin necesidad de asociación.
- Tasa de señalización de descubrimiento, normalmente 100 kbps.
- Número de dispositivos escalable durante el descubrimiento.
- Tasa de transmisión de datos escalable, normalmente 10 Mbps.
- Comunicaciones multigrupo simultáneas, normalmente hasta 10.
- Posicionamiento relativo.
- Retransmisión multisalto.
- Seguridad.

El grupo de trabajo 8 sigue aún activo en 2017. La última actualización de su trabajo se realizó en noviembre de 2016.

## Grupo de trabajo 9: Protocolo de Administración de Claves (Key Management Protocol, KMP)
El IEEE 802.15.9 recibió la aprobación para crear el grupo de trabajo 9 el 7 de diciembre de 2016 según la IEEE. Su intención era desarrollar unas prácticas recomendadas para el transporte de los datagramas del protocolo de administración de claves (KMP).
La práctica recomendada definirá un marco de trabajo del mensaje basado en elementos de la información, como pueden ser un método de transporte para los datagramas del protocolo de adminisitración de claves y unas líneas generales para el uso de los ya existentes KMP con el IEEE 802.15.4. La práctica recomendada no crea un nuevo KMP.
Aunque el IEEE 802.15.4 siempre ha soportado la seguridad en los datagramas, no ha proporcionado un mecanismo para establecer las claves usadas por esta seguridad. La carencia de soporte para la administración de las claves en IEEE 802.15.4 puede resultar en claves poco seguras, que es un desencadenante muy común para el ataque al sistema de seguridad. Añadir soporte para KMP es imprescindible para un marco de trabajo con una seguridad apropiada. Algunos de los KMP existentes que se pueden utilizar son IETF's PANA, HIP, IKEv2, IEEE 802.1X y 4-Way-Handshake.
El borrador de las prácticas recomendadas aún sigue en desarrollo. Se puede obtener más información acerca del estado del mismo en la web de IEEE 802.15.

## Grupo de trabajo 10: Enrutamiento de capa 2
El IEEE 802.15.10 recibió la aprobación para formar el grupo de trabajo 10 el 23 de agosto de 2017 según la página oficial de IEEE. Su intención era desarrollar una práctica recomendada para el enrutamiento de los paquetes en la red inalámbrica dinámica cambiante de 802.15.4. Estas prácticas debían tener un impacto mínimo en el manejo del enrutamiento. El objetivo era extender el área de cobertura conforme fuera aumentando el número de nodos.
Las características relacionadas con el enrutamiento que la práctica recomendada proporciona son las siguientes:
- Establecimiento de la ruta.
- Reconfiguración dinámica de la ruta.
- Descubrimiento y adicción de nuevos nodos.
- Ruptura de las rutas establecidas.
- Pérdida y reaparición de rutas.
- Recolección en tiempo real del estado del enlace.
- Permitir la aparición de un solo salto en la capa de red.
- Soporte para difusión.
- Soporte para multidifusión.
- Reenvío eficiente de tramas.

El desarrollo de este borrador aún sigue en proceso. Se puede obtener más información del estado del mismo en la web de IEEE 802.15.10.